# Krzysztof Grodzicki
Krzysztof z Grodziska Grodzicki herbu Łada (zm. w 1659/1660 roku) – kasztelan kamieniecki w latach 1657–1659, generał artylerii koronnej w latach 1652–1659, starosta drohobycki w latach 1656–1659.
Brat Pawła Grodzickiego. Po zakończeniu edukacji w Holandii wrócił do Polski i w latach 1626–1629 wziął udział w walkach ze Szwedami. Służył na Pomorzu pod wodzą hetmana wielkiego koronnego Stanisława Koniecpolskiego. Przez pewien czas brał nawet udział w wojnie trzydziestoletniej służąc w słynnej armii Wallensteina. Po zakończeniu przygodnej służby w wojskach cesarskich wrócił do kraju i w 1640 mianowany został komendantem nowo wybudowanej twierdzy Kudak. Wziął udział w słynnej bitwie pod Ochmatowem w 1644. W 1648 wytrzymał kilkumiesięczne oblężenie wojsk kozackich, a poddał Kudak (26 września 1648) dopiero wtedy, gdy skończyła się żywność i amunicja. Na mocy ugody zborowskiej wrócił z niewoli. W 1650 został pułkownikiem artylerii, a w 1652 – generałem artylerii koronnej. Walczył pod Batohem i dostał się do niewoli tatarskiej. W 1655 walczył pod Ochmatowem i jako komendant garnizonu Lwowa, bronił miasta przed oblegającą go armią kozacko-rosyjską. Latem 1656 dowodził artylerią w szturmie na Warszawę. Później walczył ze Szwedami, zajmując się głównie pracami oblężniczymi i kierując artylerią oblężniczą (m.in. Toruń, Elbląg).